# Nati nel 2000/Gennaio
| Questa pagina contiene informazioni ricavate automaticamente dalle voci biografiche con l'ausilio del template Bio e di un bot. L'aggiornamento è periodico e automatico e ricostruisce completamente la pagina. Se manca una persona in questa lista, sei pregato di non aggiungerla, ma accertati piuttosto che la sua voce biografica contenga il template Bio e che i dati anagrafici siano correttamente compilati. Se il template Bio manca, inseriscilo tu stesso o, in alternativa, metti l'avviso {{tmp\|Bio}} che ne segnala la mancanza. Se i dati riportati sono sbagliati, correggi direttamente la voce biografica; le modifiche saranno visibili in questa lista entro pochi giorni. Per chiarimenti vedi il progetto biografie. La lista contiene solo le 403 persone che sono citate nell'enciclopedia e per le quali è stato implementato correttamente il template Bio. Pagina aggiornata al 10 ago 2025. |

- 1º gennaio - Ekaterina Aleksandrovskaja, pattinatrice artistica su ghiaccio russa († 2020)
- 1º gennaio - Oussama Ali, calciatore norvegese
- 1º gennaio - Kilian Binapfl, cestista tedesco
- 1º gennaio - Kobe Brown, cestista statunitense
- 1º gennaio - Rasmus Carstensen, calciatore danese
- 1º gennaio - Ice Spice, rapper statunitense
- 1º gennaio - Aleksandra Gryka, pallavolista polacca
- 1º gennaio - Nicolas Kühn, calciatore tedesco
- 1º gennaio - Glenn Middleton, calciatore scozzese
- 1º gennaio - Aleksej Mironov, calciatore russo
- 1º gennaio - Roscello Vlijter, calciatore surinamese
- 1º gennaio - Boško Šutalo, calciatore croato
- 2 gennaio - Elianis Armentero, cestista cubana
- 2 gennaio - Lorenz Brenneke, cestista tedesco
- 2 gennaio - Rodrigo Conceição, calciatore portoghese
- 2 gennaio - Diego Luna, calciatore venezuelano
- 2 gennaio - Abou Lô, calciatore senegalese
- 2 gennaio - Amadou N'Diaye, calciatore senegalese
- 2 gennaio - Patryk Plewka, calciatore polacco
- 2 gennaio - Isotta Sportelli, nuotatrice artistica italiana
- 3 gennaio - Baba Alhassan, calciatore ghanese
- 3 gennaio - Leandro Barreiro, calciatore lussemburghese
- 3 gennaio - Pablo Bennevendo, calciatore messicano
- 3 gennaio - Mattia Bottolo, pallavolista italiano
- 3 gennaio - Mamadou Diop, calciatore mauritano
- 3 gennaio - Juan Familia-Castillo, calciatore olandese
- 3 gennaio - Sarah Jodoin Di Maria, tuffatrice canadese
- 3 gennaio - Ibrahim Kargbo Jr., calciatore belga
- 3 gennaio - Micah McFadden, giocatore di football americano statunitense
- 3 gennaio - Marco Mengon, pallamanista italiano
- 3 gennaio - Simone Mengon, pallamanista italiano
- 3 gennaio - João Mário, calciatore portoghese
- 3 gennaio - Kenny Rocha Santos, calciatore capoverdiano
- 3 gennaio - Boris Singh Thangjam, calciatore indiano
- 3 gennaio - Tommy St. Jago, calciatore olandese
- 4 gennaio - Max Aarons, calciatore inglese
- 4 gennaio - Facundo Colidio, calciatore argentino
- 4 gennaio - Miloš Katić, giocatore di football americano serbo
- 4 gennaio - Raquel Lázaro, pallavolista spagnola
- 4 gennaio - Anja Mazej, pallavolista slovena
- 4 gennaio - Leonardo Mifflin, calciatore peruviano
- 4 gennaio - Vitinho, calciatore brasiliano
- 4 gennaio - Juan Quintana, calciatore uruguaiano
- 4 gennaio - Leandro Sanca, calciatore portoghese
- 4 gennaio - Filip Stojilković, calciatore svizzero
- 4 gennaio - Jakub Tancík, calciatore slovacco
- 4 gennaio - Steffen Yeates, calciatore canadese
- 4 gennaio - Roberto de la Rosa, calciatore messicano
- 5 gennaio - Jorge Aguirre, calciatore cubano
- 5 gennaio - İlkin Aydın, pallavolista turca
- 5 gennaio - Antonino Gallo, calciatore italiano
- 5 gennaio - Gastón Gerzel, calciatore argentino
- 5 gennaio - Roxen, cantante rumena
- 5 gennaio - Ali Mahamat, mezzofondista ciadiano
- 5 gennaio - Oscar Kapskarmo, calciatore norvegese
- 5 gennaio - Gastón Martirena, calciatore uruguaiano
- 5 gennaio - Christoph Meissl, sciatore alpino austriaco
- 5 gennaio - Yari Montella, pilota motociclistico italiano
- 5 gennaio - Big Baby Tape, rapper e produttore discografico russo
- 5 gennaio - Erdem Seçgin, calciatore turco
- 5 gennaio - Taylor Soule, cestista statunitense
- 5 gennaio - Pape Ndiaga Yade, calciatore senegalese
- 5 gennaio - David Zec, calciatore sloveno
- 6 gennaio - Jann-Fiete Arp, calciatore tedesco
- 6 gennaio - Mohamed Camara, calciatore maliano
- 6 gennaio - Agustín Curruhinca, calciatore argentino
- 6 gennaio - Jesper Daland, calciatore norvegese
- 6 gennaio - Lev Gonov, pistard e ciclista su strada russo
- 6 gennaio - Vladislav Karapuzov, calciatore russo
- 6 gennaio - Benjamin Kikanovic, calciatore statunitense
- 6 gennaio - David Kobesov, calciatore russo
- 6 gennaio - Kwon Eun-bin, cantante, attrice e ballerina sudcoreana
- 6 gennaio - Joël Latibeaudiere, calciatore inglese
- 6 gennaio - Iker Lecuona, pilota motociclistico spagnolo
- 6 gennaio - Mislav Matić, calciatore croato
- 6 gennaio - Mo Jiadie, ostacolista e velocista cinese
- 6 gennaio - Kaheem Parris, calciatore giamaicano
- 6 gennaio - Nashley, cantautore e rapper italiano
- 6 gennaio - Cemali Sertel, calciatore turco
- 6 gennaio - Luca Van Boven, ciclista su strada belga
- 6 gennaio - Adem Zorgane, calciatore algerino
- 7 gennaio - Răzvan Andronic, calciatore rumeno
- 7 gennaio - Nassim El Ablak, calciatore olandese
- 7 gennaio - Lea Friedrich, pistard tedesca
- 7 gennaio - Renzo Giampaoli, calciatore argentino
- 7 gennaio - Brody Malone, ginnasta statunitense
- 7 gennaio - Vinicius Mingotti, calciatore brasiliano
- 7 gennaio - César Munder, calciatore cubano
- 7 gennaio - Artur Sagitov, calciatore russo
- 7 gennaio - Du Queiroz, calciatore brasiliano
- 7 gennaio - Marcus Scribner, attore e doppiatore statunitense
- 7 gennaio - Antoine Semenyo, calciatore ghanese
- 7 gennaio - Zuberu Sharani, calciatore ghanese
- 7 gennaio - Enzo Tesic, nuotatore francese
- 7 gennaio - Bitello, calciatore brasiliano
- 8 gennaio - Gonzalo Abrego, calciatore argentino
- 8 gennaio - Assane Bèye, calciatore senegalese
- 8 gennaio - Valentín Burgoa, calciatore argentino
- 8 gennaio - Noah Cyrus, cantautrice, attrice e doppiatrice statunitense
- 8 gennaio - Depú, calciatore angolano
- 8 gennaio - Cheick Doucouré, calciatore maliano
- 8 gennaio - Yacine El Kassah, calciatore francese
- 8 gennaio - Keon Ellis, cestista statunitense
- 8 gennaio - Elijah Jones, giocatore di football americano statunitense
- 8 gennaio - Tre Jones, cestista statunitense
- 8 gennaio - Jean Onana, calciatore camerunese
- 8 gennaio - Julián Alejo López, calciatore argentino
- 8 gennaio - Kana'i Mauga, giocatore di football americano statunitense
- 8 gennaio - Aleksa Milojević, calciatore serbo
- 8 gennaio - Alexis Monney, sciatore alpino svizzero
- 8 gennaio - Matthias Phaeton, calciatore francese
- 8 gennaio - Santiago Rodríguez, calciatore uruguaiano
- 8 gennaio - Leči Sadulaev, calciatore russo
- 8 gennaio - Thanawat Suengchitthawon, calciatore thailandese
- 9 gennaio - Teresa Abelleira, calciatrice e ex giocatrice di calcio a 5 spagnola
- 9 gennaio - Timmy Allen, cestista statunitense
- 9 gennaio - Flo Milli, rapper statunitense
- 9 gennaio - Tommaso Cassandro, calciatore italiano
- 9 gennaio - Samuele Ceccarelli, velocista italiano
- 9 gennaio - Hima Das, velocista indiana
- 9 gennaio - Toosii, cantante e rapper statunitense
- 9 gennaio - Jayden Martinez, cestista statunitense
- 9 gennaio - Olivia McTaggart, astista neozelandese
- 9 gennaio - Gonzalo Muscia, calciatore argentino
- 9 gennaio - Aiham Ousou, calciatore svedese
- 9 gennaio - Kamal Sowah, calciatore ghanese
- 9 gennaio - Luka Šamanić, cestista croato
- 10 gennaio - Erik Botheim, calciatore norvegese
- 10 gennaio - Marcel Dabo, giocatore di football americano tedesco
- 10 gennaio - Alessandro Hojabrpour, calciatore canadese
- 10 gennaio - Leonie Fiebich, cestista tedesca
- 10 gennaio - Fōtīs Iōannidīs, calciatore greco
- 10 gennaio - Matěj Koubek, calciatore ceco
- 10 gennaio - Matteo Laganà, cestista italiano
- 10 gennaio - Albin Mörfelt, calciatore svedese
- 10 gennaio - Reneé Rapp, attrice e cantautrice statunitense
- 10 gennaio - Pirmin Werner, sciatore freestyle svizzero
- 10 gennaio - Sōta Yamamoto, pattinatore artistico su ghiaccio giapponese
- 11 gennaio - Gabriele Corbo, calciatore italiano
- 11 gennaio - Nicolás Fernández Mercau, calciatore argentino
- 11 gennaio - Juan Pablo Freytes, calciatore argentino
- 11 gennaio - Chaeyeon, cantautrice e ballerina sudcoreana
- 11 gennaio - Aime Nihorimbere, calciatore burundese
- 11 gennaio - Björn Seeliger, nuotatore svedese
- 11 gennaio - Marrit Steenbergen, nuotatrice olandese
- 11 gennaio - Marcelo Weigandt, calciatore argentino
- 12 gennaio - Sayed Abdallah, calciatore egiziano
- 12 gennaio - Jansaya Aebdimaelik, scacchista kazaka
- 12 gennaio - Alessandro Albanese, calciatore belga
- 12 gennaio - Alerrandro, calciatore brasiliano
- 12 gennaio - Thierno Barry, calciatore spagnolo
- 12 gennaio - Bohdan Biloševs'kyj, calciatore ucraino
- 12 gennaio - Victor Bobsin, calciatore brasiliano
- 12 gennaio - Sven Botman, calciatore olandese
- 12 gennaio - Geani Crețu, calciatore rumeno
- 12 gennaio - Jordan Davis, giocatore di football americano statunitense
- 12 gennaio - Achraf El Bouchataoui, calciatore olandese
- 12 gennaio - Lina Glushko, tennista israeliana
- 12 gennaio - Batista Mendy, calciatore francese
- 12 gennaio - Elena Nichele, calciatrice italiana
- 12 gennaio - Raiqwon O'Neal, giocatore di football americano statunitense
- 12 gennaio - Simeon Petrov, calciatore francese
- 12 gennaio - Juanca Pineda, calciatore dominicano
- 12 gennaio - Jamien Sherwood, giocatore di football americano statunitense
- 12 gennaio - Ian Smeulers, ex calciatore olandese
- 12 gennaio - Eynel Soares, calciatore capoverdiano
- 12 gennaio - Domantas Vilys, cestista lituano
- 13 gennaio - Bautista Barros Schelotto, calciatore argentino
- 13 gennaio - Carl Bengtström, ostacolista e velocista svedese
- 13 gennaio - Julio Báez, calciatore paraguaiano
- 13 gennaio - Jack Crowley, rugbista a 15 irlandese
- 13 gennaio - Josip Jurlina, giocatore di calcio a 5 croato
- 13 gennaio - Roy Levy, calciatore israeliano
- 13 gennaio - Jamoi Topey, calciatore giamaicano
- 13 gennaio - Vladimir Screciu, calciatore rumeno
- 13 gennaio - Pamela Nuzhet Toscano Millan, nuotatrice artistica messicana
- 14 gennaio - Mouhcine Bouriga, calciatore marocchino
- 14 gennaio - Jonathan David, calciatore canadese
- 14 gennaio - Bartol Franjić, calciatore croato
- 14 gennaio - Luis Ingolotti, calciatore argentino
- 14 gennaio - Mohammed Kna'an, calciatore israeliano
- 14 gennaio - Jack McMillan, nuotatore britannico
- 14 gennaio - Anrijs Miška, cestista lettone
- 14 gennaio - Edanyilber Navas, calciatore venezuelano
- 14 gennaio - Zinédine Ould Khaled, calciatore francese
- 14 gennaio - Maria Palama, calciatrice greca
- 14 gennaio - Axel Pandiani, calciatore uruguaiano
- 14 gennaio - Anian Sossau, fondista tedesco
- 14 gennaio - Diego Valencia, calciatore cileno
- 14 gennaio - Xie Ke, goista cinese
- 14 gennaio - Marcel Zylla, calciatore tedesco
- 15 gennaio - Erivaldo Almeida, calciatore brasiliano
- 15 gennaio - Sebastián Cáceres, calciatore uruguaiano
- 15 gennaio - Luis Demiquel, calciatore boliviano
- 15 gennaio - Fabio Fehr, calciatore svizzero
- 15 gennaio - Stephen Gopey, calciatore nigeriano
- 15 gennaio - Maximiliano Guerrero, calciatore cileno
- 15 gennaio - Joseph Hungbo, calciatore inglese
- 15 gennaio - Imanol Machuca, calciatore argentino
- 15 gennaio - Wachirawit Ruangwiwat, attore e conduttore televisivo thailandese
- 15 gennaio - Franklin Tebo Uchenna, calciatore nigeriano
- 16 gennaio - Hugo Desgrippes, sciatore alpino francese
- 16 gennaio - Fadri Janutin, sciatore alpino svizzero
- 16 gennaio - Magdaléna Jehlářová, pallavolista ceca
- 16 gennaio - Jakub Kolář, calciatore ceco
- 16 gennaio - Jonas Mattisseck, cestista tedesco
- 16 gennaio - Ian Murphy, calciatore statunitense
- 16 gennaio - Andrew Nembhard, cestista canadese
- 16 gennaio - Brenner Souza da Silva, calciatore brasiliano
- 17 gennaio - José Bolívar, calciatore peruviano
- 17 gennaio - Devlin DeFrancesco, pilota automobilistico canadese
- 17 gennaio - Ayo Dosunmu, cestista statunitense
- 17 gennaio - Marco García, calciatore messicano
- 17 gennaio - Kenan Kamenjaš, cestista bosniaco
- 17 gennaio - Ebrar Karakurt, pallavolista turca
- 17 gennaio - Keondre Kennedy, cestista statunitense
- 17 gennaio - Roy Kuijpers, calciatore olandese
- 17 gennaio - Lia Lonni, calciatrice italiana
- 17 gennaio - Luis Palma, calciatore honduregno
- 17 gennaio - Gregorio Rodríguez, calciatore argentino
- 17 gennaio - Augusto Schott, calciatore argentino
- 17 gennaio - Luiz Maurício da Silva, giavellottista brasiliano
- 18 gennaio - Moses Alo-Emile, rugbista a 15 francese
- 18 gennaio - Andrés Balanta, calciatore colombiano († 2022)
- 18 gennaio - Julius Brents, giocatore di football americano statunitense
- 18 gennaio - Jonathan Dellarossa, calciatore argentino
- 18 gennaio - Kingsley Enagbare, giocatore di football americano statunitense
- 18 gennaio - Braden Fiske, giocatore di football americano statunitense
- 18 gennaio - Alexis Flips, calciatore francese
- 18 gennaio - Iván Gil, calciatore spagnolo
- 18 gennaio - Lautaro Guzmán, calciatore argentino
- 18 gennaio - Maciel, calciatore brasiliano
- 18 gennaio - Paul Mukairu, calciatore nigeriano
- 18 gennaio - Zeb Powell, snowboarder statunitense
- 18 gennaio - Rijad Sadiku, calciatore bosniaco
- 18 gennaio - Raúl Sandoval, calciatore messicano
- 18 gennaio - Francesco Sansovini, velocista sammarinese
- 18 gennaio - Laura Thorn, cantante e polistrumentista lussemburghese
- 19 gennaio - Joaquín Abdala, calciatore cileno
- 19 gennaio - Carl Björk, calciatore svedese
- 19 gennaio - Choi Da-bin, pattinatrice artistica su ghiaccio sudcoreana
- 19 gennaio - Alexandru Ilie, calciatore rumeno
- 19 gennaio - Natalija Kobzar, atleta paralimpica ucraina
- 19 gennaio - Artūrs Kurucs, cestista lettone
- 19 gennaio - Juan Miranda, calciatore spagnolo
- 19 gennaio - Ziv Morgan, calciatore israeliano
- 19 gennaio - Cheikh Niasse, calciatore senegalese
- 19 gennaio - Juice Scruggs, giocatore di football americano statunitense
- 19 gennaio - Christian Sorto, calciatore statunitense
- 19 gennaio - Petar Vujačić, cestista sloveno
- 19 gennaio - Stephen Welsh, calciatore scozzese
- 20 gennaio - Cedric Abossolo, lottatore camerunese
- 20 gennaio - Hamdi Akujobi, calciatore olandese
- 20 gennaio - Selemon Barega, mezzofondista etiope
- 20 gennaio - Maame Biney, pattinatrice di short track statunitense
- 20 gennaio - Marco Brescianini, calciatore italiano
- 20 gennaio - Luís Santos, calciatore portoghese
- 20 gennaio - Vitor Gabriel, calciatore brasiliano
- 20 gennaio - Julien Conus, giocatore di football americano svizzero
- 20 gennaio - Cristian Cásseres Jr., calciatore venezuelano
- 20 gennaio - Alima Dembélé, cestista maliana
- 20 gennaio - Tyler Herro, cestista statunitense
- 20 gennaio - Elias Kristoffersen Hagen, calciatore norvegese
- 20 gennaio - Arijan Lakić, cestista serbo
- 20 gennaio - Ayo Akinola, calciatore statunitense
- 20 gennaio - Riccardo Orsoni, marciatore italiano
- 20 gennaio - Bianca Panconi, attrice e modella italiana
- 20 gennaio - Heather Payne, calciatrice irlandese
- 20 gennaio - Jesse Rodriguez, pugile statunitense
- 20 gennaio - Mike Singer, cantante e attore tedesco
- 20 gennaio - O'Cyrus Torrence, giocatore di football americano statunitense
- 20 gennaio - Matteo Tramoni, calciatore francese
- 21 gennaio - Jules Bernard, cestista statunitense
- 21 gennaio - Serena Gray, pallavolista statunitense
- 21 gennaio - Quinaceo Hunt, calciatore bermudiano
- 21 gennaio - Rildo, calciatore brasiliano
- 21 gennaio - Sarah van Aalen, pallavolista olandese
- 22 gennaio - Jackson Carman, giocatore di football americano statunitense
- 22 gennaio - Laia Codina, calciatrice spagnola
- 22 gennaio - Julian Krahl, calciatore tedesco
- 22 gennaio - Lukas Pinckert, calciatore tedesco
- 22 gennaio - Ali Saleh, calciatore emiratino
- 22 gennaio - Mohamed Amine Tougai, calciatore algerino
- 22 gennaio - Emma Weiß, sciatrice freestyle tedesca
- 23 gennaio - Andrij Dželep, lottatore ucraino
- 23 gennaio - Danila Emel'janov, calciatore russo
- 23 gennaio - Trey Hill, giocatore di football americano statunitense
- 23 gennaio - Jordan Miller, cestista statunitense
- 23 gennaio - Anju Nakamura, combinatista nordica giapponese
- 23 gennaio - Melker Netinder, ex sciatore alpino svedese
- 23 gennaio - Joe Redmond, calciatore irlandese
- 23 gennaio - Kjell Scherpen, calciatore olandese
- 23 gennaio - Nesta Jade Silvera, giocatore di football americano statunitense
- 23 gennaio - Pablo Tomeo, calciatore spagnolo
- 23 gennaio - Edefuan Ulofoshio, giocatore di football americano statunitense
- 23 gennaio - Sokwakhana Zazini, ostacolista sudafricano
- 24 gennaio - Benjamin Jacques Alliod, sciatore alpino italiano
- 24 gennaio - Isaac Angking, calciatore statunitense
- 24 gennaio - Kenny Baptiste, cestista francese
- 24 gennaio - Flavio Bianchi, calciatore italiano
- 24 gennaio - Lea Boy, nuotatrice tedesca
- 24 gennaio - Damjan Daničić, calciatore croato
- 24 gennaio - Eleonora Fersino, pallavolista italiana
- 24 gennaio - Ben Johnson, calciatore inglese
- 24 gennaio - Kazuki Minami, ginnasta giapponese
- 24 gennaio - Jorge Orozco, calciatore boliviano
- 24 gennaio - Kirill Ušatov, calciatore russo
- 24 gennaio - Pavle Vagić, calciatore svedese
- 25 gennaio - Eidan Alber, cestista israeliano
- 25 gennaio - Romário Baró, calciatore portoghese
- 25 gennaio - Ji'Ayir Brown, giocatore di football americano statunitense
- 25 gennaio - Kihei Clark, cestista statunitense
- 25 gennaio - Edvin Crona, calciatore svedese
- 25 gennaio - Remco Evenepoel, ciclista su strada belga
- 25 gennaio - Erik Ezukanma, giocatore di football americano statunitense
- 25 gennaio - Marie Le Net, pistard e ciclista su strada francese
- 25 gennaio - Il'ja Martynov, calciatore russo
- 25 gennaio - Eufrosynī Mpakodīmou, pallavolista greca
- 25 gennaio - Johannes Naschberger, calciatore austriaco
- 25 gennaio - Brooke Nuneviller, pallavolista statunitense
- 25 gennaio - Rhuan, calciatore brasiliano
- 25 gennaio - Alan Rodríguez, calciatore uruguaiano
- 25 gennaio - Johanita Scholtz, giocatrice di badminton sudafricana
- 25 gennaio - Danil Stepanov, calciatore russo
- 25 gennaio - Rhyan White, nuotatrice statunitense
- 26 gennaio - Maksym Aharušev, pentatleta ucraino
- 26 gennaio - Caolan Boyd-Munce, calciatore nordirlandese
- 26 gennaio - Nicolas Castelnovo, canottiere italiano
- 26 gennaio - Jarred Elliott, giocatore di badminton sudafricano
- 26 gennaio - Ester Expósito, attrice e modella spagnola
- 26 gennaio - Darius Garland, cestista statunitense
- 26 gennaio - Ryan Giles, calciatore inglese
- 26 gennaio - Shunsuke Izumiya, ostacolista giapponese
- 26 gennaio - Romy Jatzko, pallavolista tedesca
- 26 gennaio - Levan Kharabadze, calciatore georgiano
- 26 gennaio - Damian Papierski, ciclista su strada, pistard e ciclocrossista polacco
- 26 gennaio - Aleksej Sarana, scacchista russo
- 26 gennaio - Asahi Sasaki, calciatore giapponese
- 26 gennaio - Nuno Tavares, calciatore portoghese
- 26 gennaio - Amber Tysiak, calciatrice belga
- 27 gennaio - Hady Ghandour, calciatore libanese
- 27 gennaio - Morgan Gibbs-White, calciatore inglese
- 27 gennaio - João Goulart, calciatore portoghese
- 27 gennaio - Kamaka Hepa, cestista statunitense
- 27 gennaio - Alexander Johansson, calciatore svedese
- 27 gennaio - Xander Ketrzynski, pallavolista canadese
- 27 gennaio - Giorgio Malan, pentatleta italiano
- 27 gennaio - Blessd, cantante colombiano
- 27 gennaio - Dimităr Mitkov, calciatore bulgaro
- 27 gennaio - Marte Monsen, sciatrice alpina norvegese
- 27 gennaio - Eve Ryan, attrice e modella spagnola
- 27 gennaio - Romano Schmid, calciatore austriaco
- 27 gennaio - Aurélien Tchouaméni, calciatore francese
- 27 gennaio - Bailey Zimmerman, cantante statunitense
- 28 gennaio - Ronnie Bell, giocatore di football americano statunitense
- 28 gennaio - Aaron Connolly, calciatore irlandese
- 28 gennaio - Mathijs Desmet, pallavolista belga
- 28 gennaio - Maria Luisa Filangeri, calciatrice italiana
- 28 gennaio - Christian Früchtl, calciatore tedesco
- 28 gennaio - Yū Hanaguruma, nuotatore giapponese
- 28 gennaio - Alexis Holmes, velocista statunitense
- 28 gennaio - Minami Itahashi, tuffatrice giapponese
- 28 gennaio - Sonny Laiton, calciatore francese
- 28 gennaio - Julia Lester, attrice statunitense
- 28 gennaio - Nicole Maurer, saltatrice con gli sci canadese
- 28 gennaio - Načyn Monguš, lottatore russo
- 28 gennaio - Anaís Méndez, atleta paralimpica ecuadoriana
- 28 gennaio - Facundo Parada, calciatore uruguaiano
- 28 gennaio - Abel Ruiz, calciatore spagnolo
- 28 gennaio - Dušan Vlahović, calciatore serbo
- 29 gennaio - Akor Adams, calciatore nigeriano
- 29 gennaio - Arad Bar, calciatore israeliano
- 29 gennaio - Anthony Contreras, calciatore costaricano
- 29 gennaio - Robin Hranáč, calciatore ceco
- 29 gennaio - Geōrgios Kanellopoulos, calciatore greco
- 29 gennaio - Ditiro Nzamani, velocista botswano
- 29 gennaio - Abhishek Rijal, calciatore nepalese
- 29 gennaio - Maicol Rodríguez, calciatore uruguaiano
- 29 gennaio - Nikola Stošić, calciatore serbo
- 30 gennaio - Benee, cantante e attrice neozelandese
- 30 gennaio - Brenton Cox Jr., giocatore di football americano statunitense
- 30 gennaio - Leon Felderer, slittinista italiano
- 30 gennaio - Jovan Ilić, calciatore bosniaco
- 30 gennaio - Yūji Nishida, pallavolista giapponese
- 30 gennaio - Joel Soriano, cestista statunitense
- 31 gennaio - Nishan Burkart, calciatore svizzero
- 31 gennaio - Gerson Chávez, calciatore honduregno
- 31 gennaio - Hugo Guillamón, calciatore spagnolo
- 31 gennaio - Guo Haowen, cestista cinese
- 31 gennaio - Han Da-kyung, nuotatrice sudcoreana
- 31 gennaio - Laura Heredia, pentatleta spagnola
- 31 gennaio - Oleg Isaenko, calciatore russo
- 31 gennaio - Alexandru Ișfan, calciatore rumeno
- 31 gennaio - Kirill Kolesničenko, calciatore russo
- 31 gennaio - Lukáš Kubiš, ciclista su strada, pistard e ciclocrossista slovacco
- 31 gennaio - Philipp Lackner, ex sciatore alpino austriaco
- 31 gennaio - Luo Honghao, giocatore di snooker cinese
- 31 gennaio - Mateo Ortíz, calciatore ecuadoriano
- 31 gennaio - Marcos Portillo, calciatore argentino
- 31 gennaio - Vasyl' Runič, calciatore ucraino
- 31 gennaio - Alaaeddin Hassan, calciatore palestinese
- 31 gennaio - Willian Lima, judoka brasiliano
- 31 gennaio - Julián Álvarez, calciatore argentino